# Phare de Poolbeg
Le phare de Poolbeg est un phare situé dans la baie de Dublin à l'entrée du port de Dublin dans le Comté de Dublin (Irlande). Il est géré par l'Autorité Portuaire de Dublin (Dublin Port Company).

## Histoire
C'est une tour ronde de 20 m de hauteur supportant une lanterne et une galerie. Il a été construit en 1768 et modernisé en 1820. Il est peint en rouge. Le phare de Poolbeg se situe au bout d'un long brise-lames qui protège le port intérieur de Dublin en arrivant sur la rivière Liffey qui traverse la ville. Il signale le port par éclats rouges.
Il est accessible par beau temps en marchant sur le brise-lames. Le site est ouvert, mais la tour n'est pas visitable.